# Saint-Léger-Vauban
Saint-Léger-Vauban is een gemeente in het Franse departement Yonne (regio Bourgogne-Franche-Comté) en telt 440 inwoners (1999). De plaats maakt deel uit van het arrondissement Avallon.
Tot in de 19e eeuw heette de gemeente Saint-Léger-de-Foucheret. Napoleon III wijzigde in 1867 de naam in Saint-Léger-Vauban, naar Sébastien Le Prestre de Vauban, die hier geboren werd.
In Saint-Léger-Vauban bevindt zich de Abdij Sainte Marie de la Pierre-qui-Vire, waar de kaas Pierre-Qui-Vire wordt gemaakt. Deze abdij werd in de 19e eeuw opgericht door Jean-Baptiste Muard, de stichter van de edmundieten.

## Geografie
De oppervlakte van Saint-Léger-Vauban bedraagt 32,8 km², de bevolkingsdichtheid is 13,4 inwoners per km². De gemeente ligt in de Morvan.
De onderstaande kaart toont de ligging van Saint-Léger-Vauban met de belangrijkste infrastructuur en aangrenzende gemeenten.

## Demografie
Onderstaande figuur toont het verloop van het inwonertal (bron: INSEE-tellingen).